# Socket 939
A Socket 939 egy processzorfoglalat, melyet az AMD 2004 júniusában indított útjára a Socket 754 leváltására, utódja a Socket AM2, mely 2006 májusában jelent meg. Ez volt a második foglalat, mely az AMD64-ek alá készült.
Mind egy, mind kétmagos processzorok készültek Socket 939 tokozással, Athlon 64, Athlon 64 FX, Athlon 64 X2, Sempron és Opteron néven. Az Opteron 185 és az Athlon 64 FX-60 a leggyorsabb Socket 939-es processzorok (mindkettő 2,6 GHz-es és 1 MB másodszintű gyorsítótárral rendelkezik).
A Socket AM2 bemutatása után az AMD csökkentette a Socket 939-es processzorok gyártását, de ekkora már elég sokaknak ilyen CPU-juk volt, így ők nem érezték szükségességét a váltásnak, sőt egy időben nőtt is az érdeklődés a régebbi tokozású 939-esek iránt. Mára a legerősebb processzor, ami még kapható ebbe a foglalatba az AMD Athlon 64 X2 4800+ (90 nm-es csíkszélesség, 2×1 MB L2 cache, 110W TDP).
Támogatja a kétcsatornás DDRRAM-okat, maximálisan 6,4 GB/s memória-sávszélességgel, a 3DNow!-t, az SSE-t, és az „E” és újabb revíziók az SSE2-t is. Egyetlen HyperTransport kapcsolata 16 bit széles és 2000 MT/s gyors. A foglalatba illeszkedő processzorok 64 kB első szintű, és magonként 512 kB vagy 1 MB másodszintű gyorsítótárral rendelkeznek.
A Socket 939 egy 939 tűs ZIF PGA foglalat, mely támogatja az 1,35–1,5 V-os magfeszültségű AMD Athlon 64, Athlon 64 X2, Athlon 64 FX, néhány Sempron processzorokat, ezeken kívül fogadja az AMD Opteron 1xx-as széria tagjait.